# Rotunda Hospital

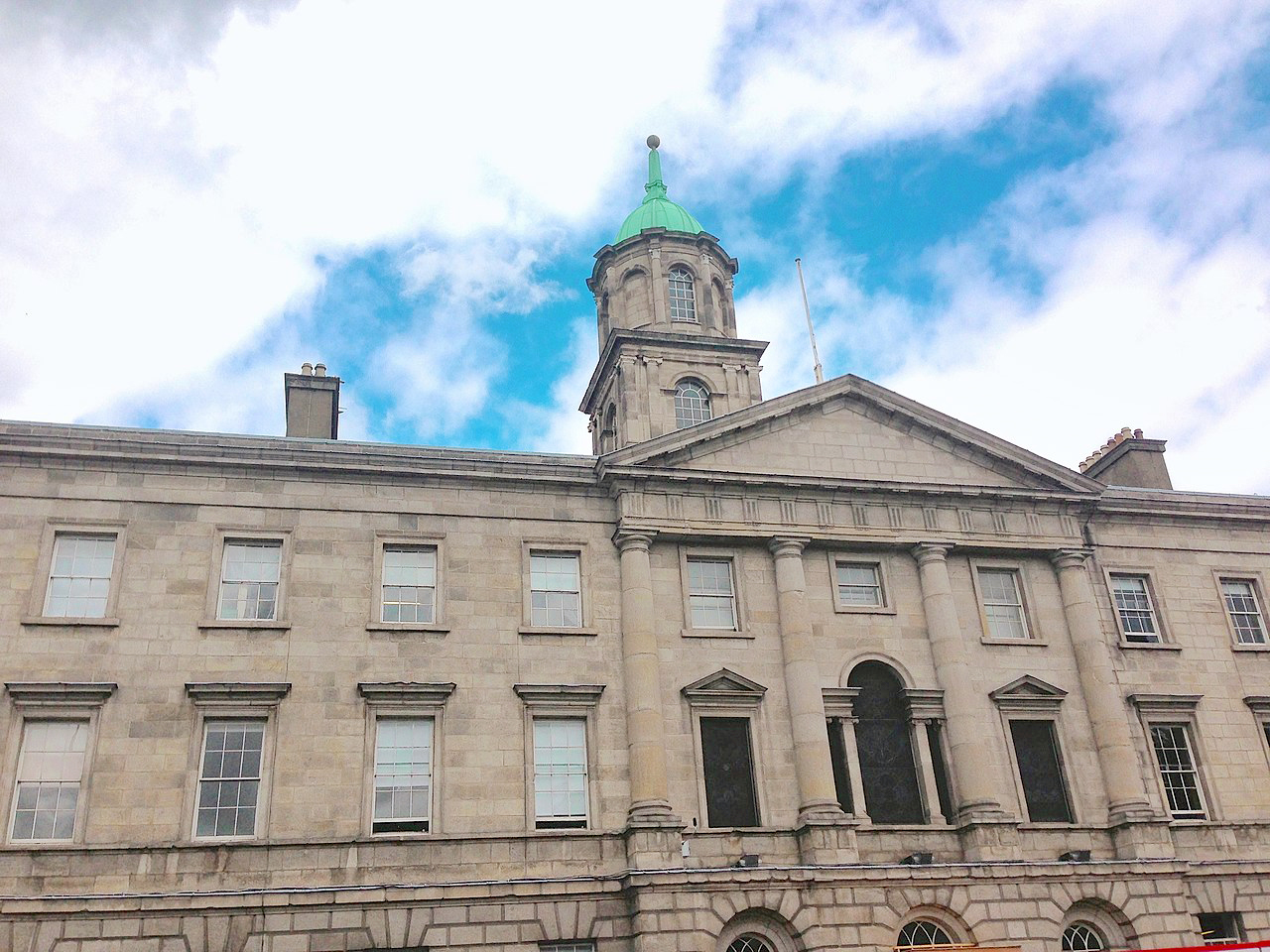
Façade et entrée principale de l'hôpital Rotunda donnant sur Parnell Street à Dublin.

Le Rotunda Hospital (Ospidéal an Rotunda en irlandais), fondé en 1745 à Dublin, est la plus ancienne maternité du monde. Opérationnelle sans discontinuité depuis sa fondation, c'est la maternité la plus active de toute l'Europe. L'hôpital Rotunda voit naitre environ 9 000 bébés chaque année. Située sur Parnell Street, c'est la maternité principale et centrale des trois que compte la capitale de la république d'Irlande, les deux autres étant The Coombe et Holles Street. Le Rotonda a été nommé "Hôpital-Maternité de l'année" aux "Irish Healthcare Centre Awards" en 2016.
L’hôpital était originellement appelé « The Dublin Lying-In Hospital ». Il fut fondé en 1745 par Bartholomew Mosse (1712-1759), un chirurgien qui était consterné par les conditions que les femmes enceintes de l’époque avaient à endurer. Initialement situé sur George's Lane, l’hôpital déménagea vers son emplacement actuel en 1757 où il devint connu sous le nom "The New Lying-In Hospital", et aujourd’hui appelé « The Rotunda ». La conception du bâtiment principal est dû à l’architecte renommé Richard Cassels.
Parce que c’était une institution caritative, l’hôpital disposait de salles où se déroulait des collectes de fonds. L’une d’elles était une grosse rotonde, d’après laquelle l’hôpital tire son nom, cependant cet espace fait désormais partie du Gate Theatre.

## Histoire

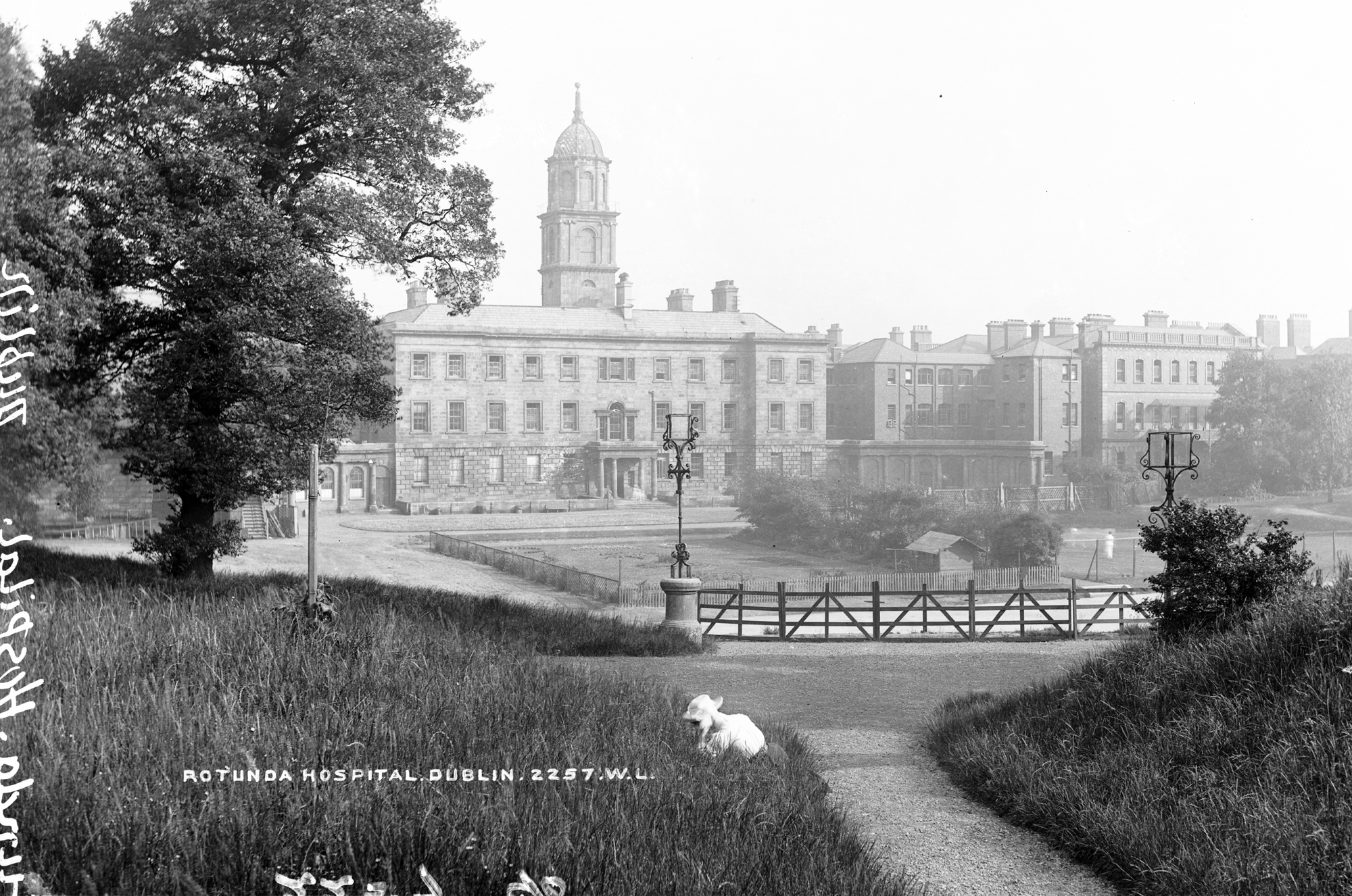
Arrière de l'hôpital, montrant des courts de tennis dans les années 1890.

Le "Lying-In Hospital" de Dublin a été fondé en 1745 par Bartholomew Mosse (1712-1759), chirurgien et "homme-sage-femme" qui était consterné par les conditions que devaient endurer les femmes enceintes. Initialement situé à George's Lane, sur le site d'un théâtre fermé, l'hôpital a déménagé à son emplacement actuel en 1757. Il était alors connu sous le nom "The New Lying-In Hospital". Il est dénommé aujourd'hui Rotunda Hospital (hôpital Rotonde) d'après sa caractéristique architecturale. L'ancien nom, "Lying-in" (allongé), est un terme archaïque qui désigne l'ancienne pratique de l'accouchement post-partum, où les nouvelles mères restaient au lit pendant des jours ou des semaines après la naissance du bébé, pour se reposer et se rétablir.
Les archives de l'hôpital indiquent qu'aux environs de 1781, lorsque les bâtiments étaient insuffisamment ventilés, un enfant sur six mourrait d'une maladie convulsive dans les neuf jours après sa naissance. Dans ces vieux documents, on y apprend qu'après avoir adopté des moyens de ventilation plus efficaces, la mortalité des nourrissons a été réduite à un décès pour vingt naissances dans les cinq années qui ont suivi les travaux. Ce problème ne se limitait pas au Lying-In-Hospital. À cette époque, l'amélioration de la ventilation était un problème général dans les soins aux patients, ainsi que d'autres problèmes sanitaires et d'hygiène, les conditions dans lesquelles devaient opérer des chirurgiens tels que Robert Liston en Grande-Bretagne et ailleurs,. Heureusement, la situation s'est améliorée, notamment grâce au travail reconnu de Florence Nightingale sur la conception d'hôpitaux sûrs et sains.

## Architecture
La conception du bâtiment principal de l'hôpital a été entreprise par le célèbre architecte Richard Cassels qui est, entre autres, également l'architecte de la Leinster House, de la Russborough House et de la Powerscourt House.
Comme il s'agissait d'une institution de bienfaisance, l'hôpital avait plusieurs salles de réception publiques où des activités de collecte de fonds étaient organisées. L'une de ces zones était une grande rotonde, qui a donné son nom actuel à l'hôpital. Cependant, ce bâtiment circulaire fait maintenant partie du Gate Theatre qui est accolé à l'hôpital.
Le Rotonda, en tant que maternité et centre de formation (affilié au Trinity College dans le centre de Dublin), est connu pour avoir fourni un service continu aux mères et aux bébés depuis sa création, ce qui en fait la plus ancienne maternité du monde. En 1889, la première césarienne réalisée en Irlande l'a été au Rotonda. On estime que plus de 300 000 bébés sont nés dans cet hôpital depuis le début. Parmi ces naissances, il y a eu celle de Bono, le chanteur et leader du groupe de rock irlandais U2, le 10 mai 1960.